# Nagrada Galerije Forum
Nagrada Galerije Forum je hrvatska likovna nagrada Galerije Forum koja djeluje pri KIC-u.
Utemeljena je 2001. godine. Dodjeljuje ju se godišnje likovnom stvaratelju za uspješno realiziranu samostalnu izložbu u prethodnoj godini. Tom se Nagradom također želi promicati one likovne vrijednosti koje Galerija koncepcijski i provodi u svojemu prostoru.
Nagradu čine pisani dokument te 10.000 kuna.

## Dobitnici i dobitnice
- 2001.: slikar Edo Murtić[2]
- 2002.: Ivan Lovrenčić[3]
- 2003.: slikar i grafičar Vatroslav Kuliš[4]
- 2004.: Miroslav Šutej za svoju samostalnu izložbu «Prekrivene oči» u Umjetničkom paviljonu.[5]
- 2005.: Ljubo Ivančić
- 2006.: Joško Eterović, za retrospektivnu izložbu Od Prekinute linije do Mutacija, 1970. – 2006. u riječkom Muzeju moderne i suvremene umjetnosti[6]
- 2007.: Đuro Seder za njegovu samostalnu izložbu Lica beskonačnog u Galeriji Klovićevim dvorima. Komisija za dodjelu: Milan Bešlić i dr.[7]
- 2008.: slikar Petar Barišić, za samostalnu izložbu Bijelo u zagrebačkom Umjetničkom paviljonu. Komisija za dodjelu: Milan Bešlić, Stanko Jančić ugen Kokot, Tonko Maroević i Igor Zidić,[1]
- 2009.: slikar i dizajner Boris Bučan, za izložbu "Portreti postavljenu u Galeriji Prsten HDLU. Komisija za dodjelu: Milan Bešlić (predsjednik), Eugen Kokot, Ante Kuduz, Tonko Maroević i Igor Zidić.[2]
- 2010.: kipar Kuzma Kovačić za izložbu u splitskoj Galeriji umjetnina.[8]
- 2011.: kipar Petar Dolić i arhitekt Petar Zaninović za Spomenik hrvatske pobjede Oluja '95 u Kninu.[9] Komisija za dodjelu: Milan Bešlić (predsjednik), Stanko Jančić, Eugen Kokot, Tonko Maroević i Igor Zidić.[3]
- 2012.: